# Mesna industrija Braća Pivac
Mesna industrija Braća Pivac je hrvatska prehrambena tvrtka za preradu mesa. Osnovan je 1952. u Vrgorcu. Danas imaju 300 maloprodajnih poslovnica diljem zemlje.
Grupa Pivac ima još dvije mesno-prerađivačke tvrtke: "PPK karlovačku mesnu industriju" i "Mesnu industriju Vajda". S više od 2000 zaposlenika, jedna su od najvećih mesnih industrija u ovom dijelu Europe.

## Proizvodi
Brand Pivac danas je lider na hrvatskom tržištu s godišnjom proizvodnjom od 150.000 komada pršuta.
Najpoznatiji proizvodi su Dalmatinski pršut (jedan od proizvoda zaštićen EU oznakom zemljopisnog podrijetla), a od ostalih poznatiijih proizvoda su Dalmatinska panceta, Dalmatinska pečenica, Kraški vrat i mnoge druge.